# BSベストスポーツ
『BSベストスポーツ』は、NHK BS1で毎週土曜日に放送されていたスポーツニュース番組である。

## 概要
2006年（平成18年）4月から2年間、月に一回放送された『ベストスポーツUSA』を、毎週のレギュラー放送に拡充させて2008年（平成20年）4月に放送を開始した番組。視聴者のリクエストによるアメリカ合衆国の3大スポーツであるMLB、NFL、NBA、欧州サッカーではイングランドのプレミアリーグ、イタリアのセリエAなど、1週間の名場面や印象に残るプレーを振り返る（PLAY BACK）。欧米スポーツの最新情報を生島や現地在住のスポーツジャーナリストによる解説、現地レポーターによるファン目線からのレポート（スタジアムグルメリポート）などが紹介されるほか、選手のリクエスト曲をBGMにしてファインプレーや珍プレーを流し、最後に生島が観戦お勧めの試合を紹介する流れになっている。MLBのシーズン開幕前には2時間弱の拡大版で放送される。BSベストスポーツ増刊号として、「イチロー 2009年の安打全て見せます」、「イチロー2244安打全て見せます」（2010年11月21日、11:00 - 18:00、途中BSニュースで数回の中断あり）などが放送された。
2014年からは平日に放送されている『ワールドスポーツMLB』と番組を統合（祝日を含め、完全帯番組として毎日放送。下半期については金曜日休止）するため、「ベストスポーツ」としての放送は2014年3月15日で終了となった。

## 放送日時
- NHK BS1： 土曜日 23:00 - 23:50 （JST）

※スポーツ中継他のために放送日時の変更あり。以前は衛星ハイビジョンでも放送されていたが、2008年度で終了した。

## 出演者
司会
- 生島淳 （スポーツライター）
- 新井麻希 （フリーアナウンサー[1]）

現地リポーター
- KAREN(福原かれん) （アメリカ合衆国）
- 鈴木祐子 （ヨーロッパ）

月一企画　
- 月刊岡島秀樹 （2010年まで）

前月のピッチングを妻・栗原由佳のインタビューに答えるスタイルで解説していた。
- 上原浩治のもみあげ通信 （2011年から）

前月のピッチングをインタビューで解説。上原はこの企画のために髭は剃っても、もみあげは残したままにしている。

## 過去の出演者
司会
- 神田愛花
- 荒木美和
- 橋本奈穂子

現地リポーター
- SEINA （アメリカ合衆国）